# Quintela
Quintela is een plaats (freguesia) in de Portugese gemeente Sernancelhe en telt 332 inwoners (2001).